# Michael Doeberl

Michael Doeberl

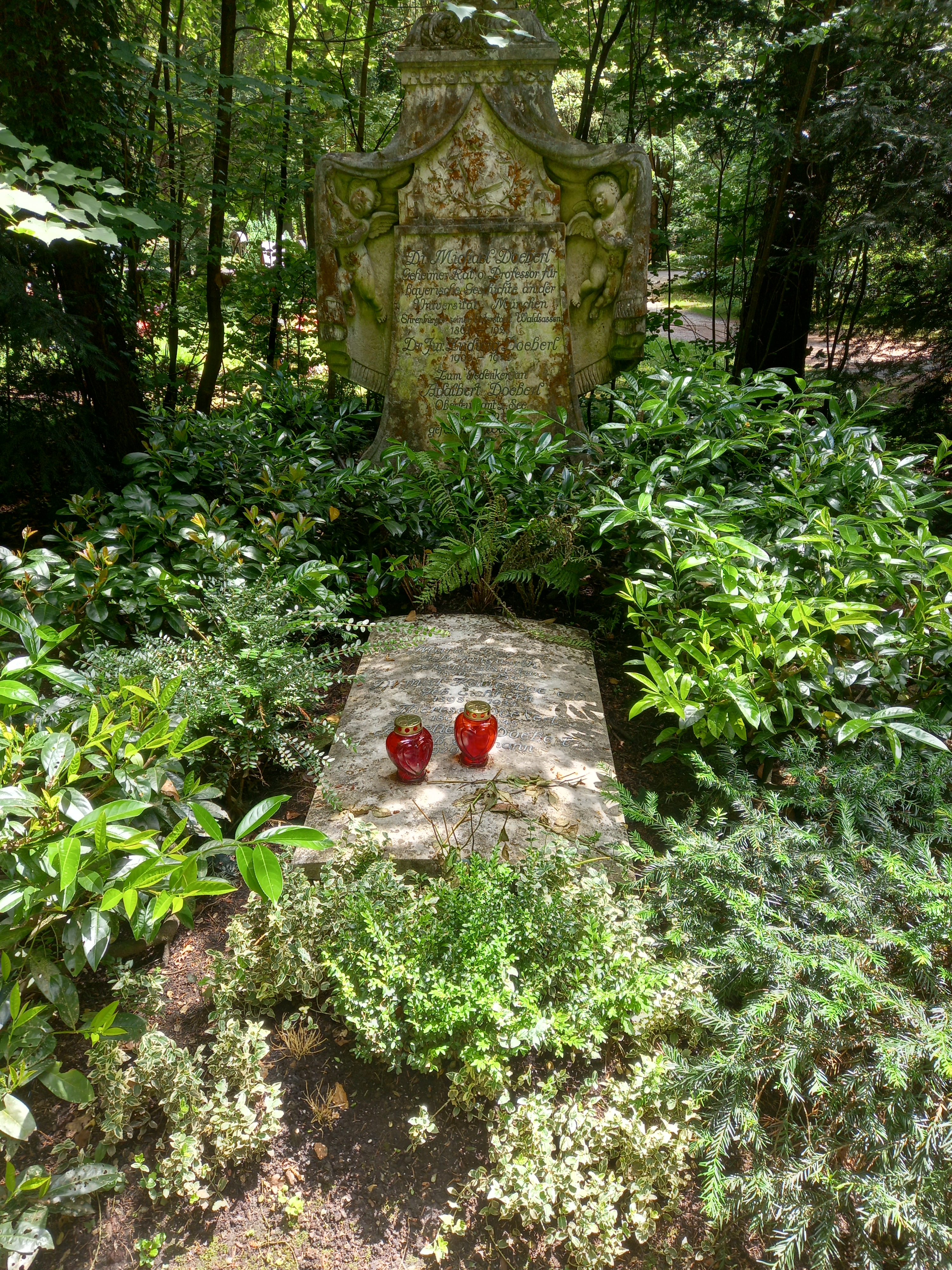
Das Grab von Michael Doeberl und seiner Ehefrau Marie geborene Jungwirth im Familiengrab auf dem Waldfriedhof (München)

Michael Doeberl (* 15. Januar 1861 in Waldsassen, Oberpfalz; † 24. März 1928 in Partenkirchen, Oberbayern) war ein deutscher Historiker und Diplomatiker. Von 1917 bis 1928 hatte er den Lehrstuhl für Bayerische Landesgeschichte an der Ludwig-Maximilians-Universität München inne.

## Leben

### Überblick über seinen Lebensweg
Michael Doeberl wurde als Sohn eines Händlers geboren. Er besuchte von 1872 bis 1880 das Gymnasium der Benediktinerabtei Metten, wo er die Reifeprüfung ablegte. Von 1880 bis 1884 studierte er Geschichte und klassische Philologie in München, wo er sich dem Corps Germania anschloss. Prägende Professoren waren Karl Theodor von Heigel und Hermann von Grauert. Das Studium schloss Doeberl 1884 mit der Staatsprüfung ab. 1887 folgte die Spezialprüfung im Fach Geschichte. Ab 1885 unterrichtete Doeberl an bayerischen Gymnasien, zunächst an der Königlichen Studienanstalt zu Passau, ab 1887 in München, erst am Luitpold-Gymnasium, später am Ludwigsgymnasium. Im Jahr 1899 wurde er Gymnasialprofessor am Münchner Kadettenkorps, an dem der Offiziersnachwuchs der bayerischen Armee ausgebildet wurde. Zum 1. Januar 1909 wurde Doeberl in die Ministerialabteilung für die humanistischen und realistischen Mittelschulen im Bayerischen Staatsministerium für Kultus und Schulangelegenheiten berufen. 1914 wurde er zum Ministerialrat befördert. 1887 heiratete er Flora Rebay von Ehrenwiesen, mit der er einen Sohn bekam, 1891 Marie Jungwirth, mit der er eine Tochter hatte. Michael Doeberl starb mit 67 Jahren.

### Akademische Laufbahn
Parallel zu seiner Tätigkeit als Lehrer verfolgte Doeberl eine wissenschaftliche Laufbahn. Im Jahr 1887 wurde er an der Friedrich-Alexander-Universität Erlangen zum Dr. phil. promoviert. 1894 habilitierte er sich in München. Bald darauf wurde er zum Privatdozenten ernannt. Nach der Habilitation wandte sich Doeberl erstmals der neueren Geschichte zu und publizierte im Jahr 1900 die Arbeit Bayern und Frankreich vornehmlich unter Kurfürst Ferdinand Maria, der er 1903 einen Quellenband folgen ließ. Durch dieses Werk erwarb sich Doeberl hohe Anerkennung in Fachkreisen, so dass ihn im Winter 1903/04 der bayerische Kultusminister Anton von Wehner beauftragte, ein Handbuch der bayerischen Geschichte zu verfassen. Doeberl kam dem Wunsch nach und konnte in den Jahren 1906 und 1912 die ersten beiden Bände seiner Entwicklungsgeschichte Bayerns vorlegen, die bis ins Jahr 1825 reichten. Für die Fortsetzung des Werkes musste Doeberl umfassende Archivstudien unternehmen, weil für die bayerische Geschichte des 19. Jahrhunderts kaum Vorarbeiten vorlagen.
Doeberl gehörte schon 1898 zum Kreis der Kandidaten für die Erstbesetzung des neu geschaffenen Lehrstuhls für bayerische Landesgeschichte in München. Zu diesem Zeitpunkt setzte sich aber der ältere und wissenschaftlich profiliertere Sigmund von Riezler durch. Doeberl arbeitete weiter als Gymnasialprofessor, lehrte als Privatdozent und wurde 1904 zum Honorarprofessor berufen. Als der 74-jährige Riezler im Juli 1917 um Entpflichtung von seinen Aufgaben nachsuchte, gehörte Doeberl erneut zu den Nachfolgekandidaten, diesmal als eindeutiger Favorit. In der Berufungskommission wurden die Namen Georg Leidinger, Theodor Bitterauf, Karl Alexander von Müller und Doeberl diskutiert. Schnell kristallisierten sich Müller und Doeberl als eigentliche Konkurrenten heraus. Riezler wollte seinen Schüler, den eben erst habilitierten und wissenschaftlich wenig profilierten Müller durchsetzen, für Doeberl setzte sich insbesondere Hermann von Grauert ein. Die Berufungskommission schlug beide gleichrangig vor. Die Entscheidung traf letztlich Kultusminister Eugen von Knilling, der Doeberl am 1. Dezember 1917 zum Nachfolger Riezlers berief. Er bekleidete den Lehrstuhl für bayerische Landesgeschichte bis zu seinem Tod.

### Geschichte Bayerns
Doeberls Jahre auf dem Münchner Lehrstuhl waren durch seine Forschungen zur Geschichte Bayerns im 19. Jahrhundert bestimmt. Das Ziel war die Erarbeitung des dritten und abschließenden Bandes seiner Entwicklungsgeschichte Bayerns, die sich als großer Erfolg erwies und deren erster Band 1916 und deren zweiter Band 1926 in dritter Auflage vorlag. Doeberls Forschungen flossen in seine beiden Vorlesungen Die Geschichte des modernen Staates in Bayern und seine kulturellen Bestrebungen seit dem Anfang des 19. Jahrhunderts und Bayern und Deutschland im 19. Jahrhundert ein. Daneben publizierte er eine Reihe von Einzelstudien zur Geschichte des 19. Jahrhunderts, deren wichtigste sich mit der bayerischen Deutschlandpolitik in der Ära der Frankfurter Nationalversammlung, der Reichsgründung und der Erfurter Union befassten. Eine weitere Monographie mit dem Titel Bayern und der Entscheidungskampf um die Vorherrschaft in Deutschland wurde von Doeberl als Manuskript abgeschlossen. Den dritten Band der Entwicklungsgeschichte aber konnte er nicht mehr vollenden. Er wurde auf Wunsch Doeberls von seinem Schüler Max Spindler redaktionell bearbeitet aus den genannten Vorlesungen, kleineren Einzelstudien und der unveröffentlichten Arbeit Bayern und der Entscheidungskampf um die Vorherrschaft in Deutschland und konnte im Jahr 1931 erscheinen.

### Anerkennung
Doeberls Reputation lässt sich an seiner Präsenz als Festredner bei Veranstaltungen im akademischen und im staatlichen Raum ablesen. So sprach er im März 1917 bei der Festveranstaltung der Bayerischen Akademie der Wissenschaften über Bayern und Deutschland im 19. Jahrhundert, hielt im Januar 1923 die Rede zur Reichsgründungsfeier und im November 1926 die Festansprache anlässlich der 100. Wiederkehr der Verlegung der bayerischen Landesuniversität von Landshut nach München. Als der 100. Jahrestag der Bayerischen Verfassung im Mai 1918 bevorstand, wurde Doeberl von Innenminister Friedrich von Brettreich beauftragt, die Festschrift zu verfassen. Doeberl kam dem Wunsch nach und legte seine Studie Ein Jahrhundert bayerischen Verfassungslebens fristgerecht vor. In dieser Arbeit bezog der überzeugte Monarchist Doeberl vorsichtig befürwortend Stellung zu den zeitgenössischen Verfassungsdebatten um Parlamentarisierung und eine Reform der Kammer der Reichsräte. Seine Schlussfolgerung aus der bayerischen Verfassungsgeschichte: „die Geschichte des bayerischen Verfassungslebens ist die Geschichte einer stetig fortschreitenden Demokratisierung des Staates“ trug ihm eine Beschwerde des Reichsratspräsidenten Carl Ernst Fürst Fugger von Glött ein.

### Politische Einstellung
Die Novemberrevolution und die Münchner Räterepublik lehnte Doeberl ab. Das Ende der Wittelsbacher schockierte ihn. Er hätte eine organische Verfassungsentwicklung hin zur Parlamentarischen Monarchie bevorzugt. Dennoch stellte er sich schon 1919 auf den Boden der Tatsachen: „(...) der Volksstaat, die Demokratie mit oder ohne monarchische Spitze ist, soweit menschliche Berechnung vorausbestimmen kann, eine unwiderrufliche Dauereinrichtung geworden (...).“ In einer Artikelserie in der Allgemeinen Zeitung im Jahr 1919 ordnete er den revolutionären Umbruch historisch ein und publizierte die Artikel 1920 unter dem Titel Sozialismus, soziale Revolution, sozialer Volksstaat unter Beigabe wichtiger Quellen als Monographie. Doeberl selbst stand nach 1919 der BVP nahe und lehnte, wie diese, die zentralistischen Elemente der Weimarer Verfassung ab. Für Aufsehen sorgte im Jahr 1922 ein Vorfall während Doeberls Vorlesung zur Geschichte des 16. Jahrhunderts, in der er erwähnte, dass die Israeliten zu dieser Zeit aus Bayern ausgewiesen waren. Diese Bemerkung wurde von antisemitischen Studierenden beklatscht, woraufhin Doeberl erklärte: „Meine Herren, ich muß schon bekennen, daß mir jedes Bekenntnis gleichviel gilt, wenn nur seine Vertreter ordentliche Menschen sind und eine deutsche Gesinnung aufweisen.“ Diese Aussage brachte ihm die Hetze des Völkischen Beobachters ein.

### Bayerische Akademie der Wissenschaften
Im Jahr 1903 wurde Doeberl zum außerordentlichen Mitglied der Bayerischen Akademie der Wissenschaften ernannt, 1915 erfolgte seine Ernennung zum ordentlichen Mitglied. 1917 war er Vorsitzender der Monumenta Boica. Zudem war er seit 1916 ordentliches Mitglied der Historischen Kommission bei der Bayerischen Akademie der Wissenschaften, von 1926 bis zu seinem Tod war er Sekretär der historischen Klasse der Akademie. Doeberl setzte sich schon vor dem Ersten Weltkrieg gemeinsam mit Pius Dirr für die Einrichtung einer eigens für bayerische Landesgeschichte zuständigen Kommission ein, deren Gründung als Kommission für bayerische Landesgeschichte bei der Bayerischen Akademie der Wissenschaften im Jahr 1927 er noch erlebte und deren erster Vorsitzender er wurde. Als Publikationsorgan der Kommission wurde die Zeitschrift für bayerische Landesgeschichte geschaffen, deren erstes Heft in Doeberls Todesjahr 1928 erschien.

## Ehrungen
- Geheimer Hofrat des Königreichs Bayern
- Ehrenbürger von Waldsassen
- Mitglied der Bayerischen Akademie der Wissenschaften

## Preis und Stiftung
Die Gesellschaft der Münchner Landeshistoriker zeichnet jedes Jahr herausragende, am Institut für Bayerische Geschichte entstandene Abschlussarbeiten mit dem Michael-Doeberl-Preis aus.
Die Michael-Doeberl-Stiftung fördert Forschungsprojekte, Studierende und junge Wissenschaftler im Fach bayerische Landesgeschichte sowie die öffentliche Präsentation der Forschungsergebnisse. Sie steht in enger Verbindung mit dem Lehrstuhl und Institut für Bayerische Geschichte der LMU München.

## Schriften

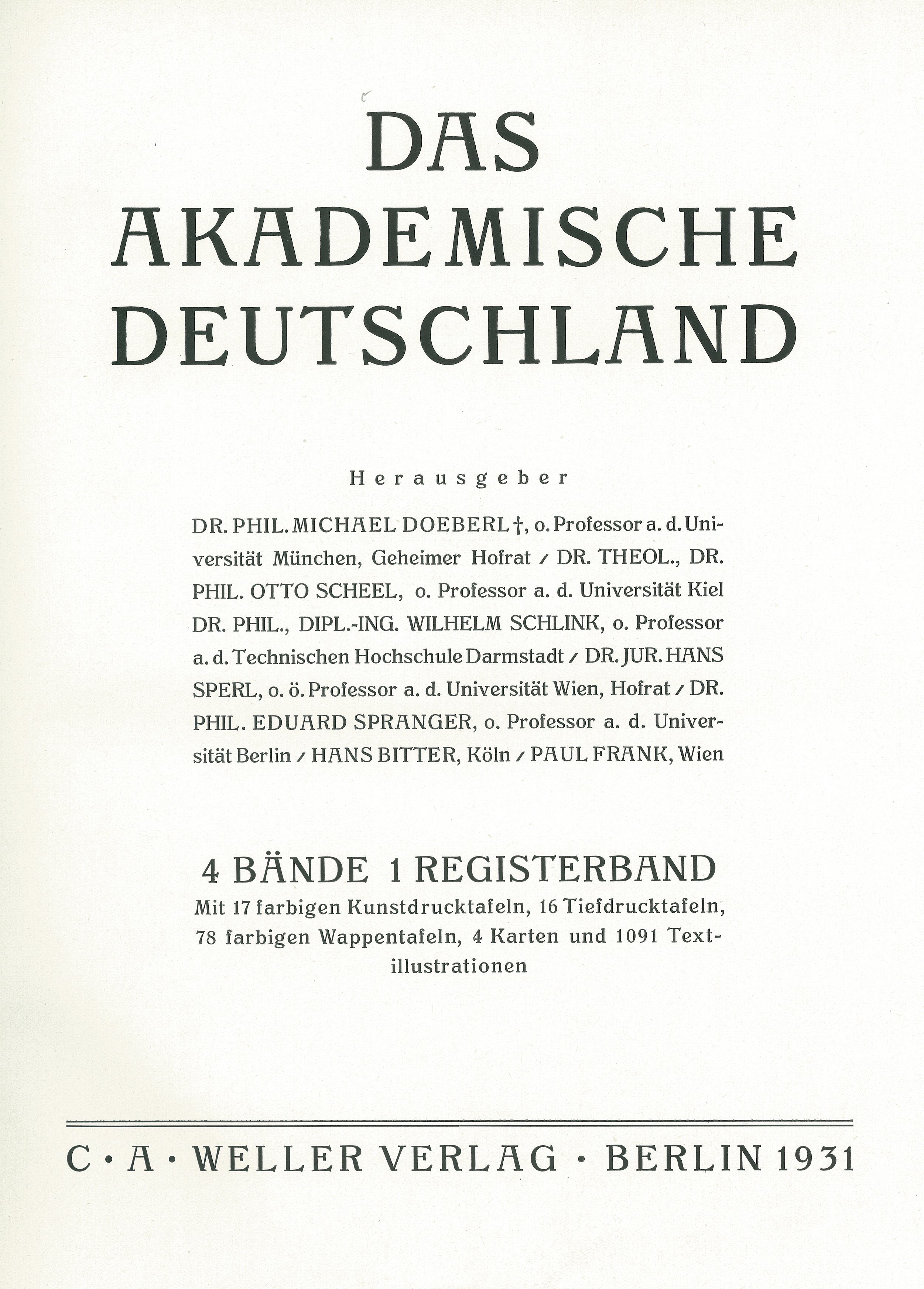
Das Akademische Deutschland, Bd. 4

- Reichsunmittelbarkeit und Schutzverhältnisse der ehemaligen Cisterzienserabtei Waldsassen in den drei ersten Jahrhunderten ihres Bestehens. Bucher, Passau 1886.
- Regesten und Urkunden zur Geschichte der Dipoldinger Markgrafen auf dem Nordgau. Buchdruckerei J. Gotteswinter, München 1893.
- Berthold von Vohburg - Hohenburg, der letzte Vorkämpfer der Deutschen Herrschaft im Königreiche Sicilien: Ein Beitrag zur Geschichte der letzten Staufer. Mohr, Leipzig 1894 (eingeschränkte Vorschau in der Google-Buchsuche).
- Die Markgrafschaft und die Markgrafen auf dem bayerischen Nordgau. Buchner, Bamberg 1894.
- Bayern und Frankreich vornehmlich unter Kurfürst Ferdinand Maria. 2 Bde. Haushalter, München 1900 und 1903.
- Entwicklungsgeschichte Bayerns:
  - Bd. 1: Von den ältesten Zeiten bis zum Westfälischen Frieden. Oldenbourg, München 1906 (Digitalisat).
  - Bd. 2: Vom Westfälischen Frieden bis zum Tode König Maximilians I. Oldenbourg, München 1912 (Digitalisat).
  - Bd. 3: Vom Regierungsantritt König Ludwigs I. bis zum Tode König Ludwigs II. mit einem Ausblick auf die innere Entwicklung Bayerns unter dem Prinzregenten Luitpold. Hrsg. von Max Spindler. Oldenbourg, München 1931 (Digitalisat).
- Lehrbuch der Geschichte für die oberen Klassen der Mittelschulen. 3 Bde. Buchner, Bamberg 1909–1910.
- Ein Jahrhundert bayerischen Verfassungslebens. Lindauer, München 1918 (Digitalisat).
- Sozialismus, soziale Revolution, sozialer Volksstaat. Verlag der Allgemeinen Zeitung, München 1920 (Digitalisat).
- Bayern und Deutschland:
  - Bd. 1: Bayern und die Deutsche Frage in der Epoche des Frankfurter Parlaments. Oldenbourg, München 1922 (Digitalisat).
  - Bd. 2: Bayern und die Bismarckische Reichsgründung. Oldenbourg, München 1925 (Digitalisat).
  - Bd. 3: Bayern und das preußische Unionsprojekt. Oldenbourg, München 1926 (Digitalisat).
- mit Otto Scheel, Wilhelm Schlink, Hans Sperl, Eduard Spranger, Hans Bitter und Paul Frank (Hrsg.): Das Akademische Deutschland. 4 Bände, 1 Registerband von Alfred Bienengräber. C. A. Weller Verlag, Berlin 1931 (Digitalisate von Bd. 3 und dem Registerbd.).